# Herbert Kuppisch

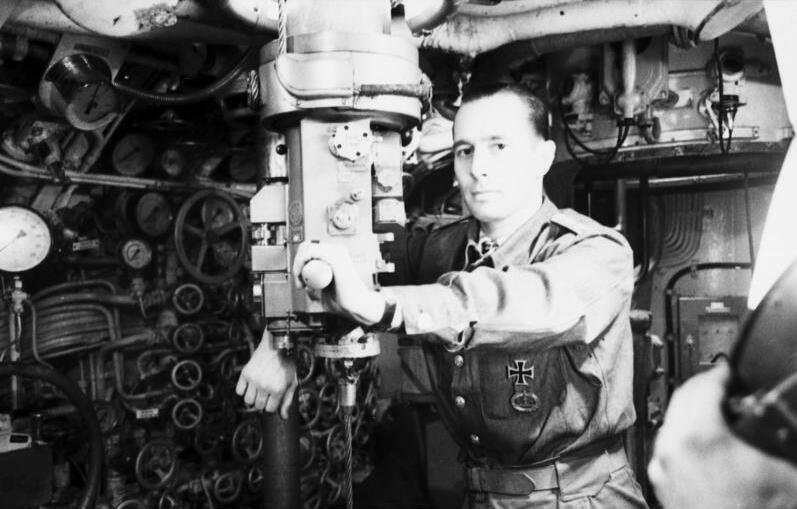
Herbert Kuppisch (Juni 1941)

Herbert Otto Kuppisch (* 10. Dezember 1909 in Hamburg; † 27. August 1943 in der Sargassosee) war ein hoch dekorierter deutscher Marineoffizier und U-Bootkommandant im Zweiten Weltkrieg.

## Leben
Herbert Kuppisch gehörte zu den wenigen Offizieren, die fast ihre gesamte Karriere bei der U-Bootwaffe verbrachten. Er trat erst in relativ fortgeschrittenem Alter in die Offizierslaufbahn ein – über seine vorige Karriere als Mannschaftsdienstgrad ist nichts bekannt. Herbert Kuppisch war Kommandant von U 58, U 94, U 516 und U 847. Auf seinen Feindfahrten versenkte er insgesamt 16 Handelsschiffe mit 82.109 BRT.

### Laufbahn
Die Militärkarriere von Herbert Kuppisch begann im Oktober 1933 als Seeoffiziersanwärter in der Reichsmarine. Nachdem er erfolgreich verschiedene Ausbildungen und Fähnrichslehrgänge absolviert hatte, kam er zur Bordausbildung auf den Leichten Kreuzer Königsberg. Im September 1935 folgte die U-Boot-Schule, in der er ab 1. Januar 1936 als Kompanieoffizier diente. Ab September 1936 besuchte Kuppisch Lehrgänge an der U-Boot-Schule und ebenso an der Marineschule Mürwik in Flensburg-Mürwik. Im Mai 1937 fuhr er als Wachoffizier auf U 2. Doch schon wenige Tage später wurde er auf U 29 versetzt, wo er als II. Wachoffizier seinen Dienst verrichtete. Zwischen Oktober 1937 und Januar 1939 diente er auf dieser Position auf U 9 und U 23. Im Februar bekam er sein erstes eigenes Kommando auf U 58. Auf sieben Feindfahrten mit diesem Boot versenkte er vier Schiffe und legte ein Minenfeld vor der englischen Küste.

### Kommandant aufU 94
Im Juli 1940 übernahm Kuppisch in Kiel das Kommando auf U 94. Die erste Feindfahrt trat er im November desselben Jahres an. Im Nordatlantik operierte U 94 gegen den von U 101 gemeldeten Geleitzug HX 90, der von Halifax aus unterwegs war. Es gelang Kuppisch, zwei Schiffe zu versenken und ein weiteres schwer zu beschädigen. Daraufhin machte sich das Boot auf den Weg zu seinem neuen Stützpunkt St. Nazaire, wo es am 31. Dezember eintraf. Nachdem U 94 dort überholt und neu ausgerüstet worden war, kehrte es in den Nordatlantik zurück. Bei dieser zweiten Feindfahrt konnte Kommandant Kuppisch drei Schiffe versenken. Die nächste Feindfahrt fand im April 1941 statt, wo er ein Schiff des Geleitzugs SC 24, und die Lincoln Ellsworth in der Dänemarkstraße versenken konnte. Die nächste Feindfahrt mit U 94 führte Kuppisch südlich von Island. Das Boot operierte dort gegen die Geleitzüge ON 318 und HX 126. Beide Konvois wurden von Kommandant Kuppisch aufgespürt und gemeldet, Im Verlauf dieser Feindfahrt wurde Kuppisch die Verleihung des Ritterkreuzes mitgeteilt.

### Tod
Nachdem er am 20. Mai 1941 erneut drei Schiffe vom Geleitzug HX 126 versenkt hatte, kehrte er nach St. Nazaire zurück. Dort gab er das Kommando über U 94 ab. Kuppisch wurde 3. Admiralsstabsoffizier in der Operationsabteilung des B.d.U. Nachdem er im Juni 1942 seine Dienststellung gewechselt hatte, wurde er im Dezember desselben Jahres als Referent zur Seekriegsleitung kommandiert. Ende Juni 1943 übernahm Kuppisch kurzzeitig das Kommando auf U 516, und dann ab dem 1. Juli das Kommando auf U 847, das der 12. U-Flottille unterstellt war. Bei seiner ersten Ausfahrt, einen Monat später, hatte U 847 die Aufgabe des Hilfstankers. Herbert Kuppisch und seine Mannschaft versorgten U-Boote, die aus den amerikanischen und westafrikanischen Gewässern zu ihren Stützpunkten zurückkehrten. Nachdem acht U-Boote betankt werden konnten, wurde U 847 am 27. August von Flugzeugen des US-Eskortträgers Card entdeckt. Das Boot wurde durch einen Torpedo, unter Verlust der gesamten Besatzung, versenkt.

## Dienstgrade
- 1. Januar 1934: Fähnrich zur See
- 1. September 1935: Oberfähnrich zur See
- 1. Januar 1936: Leutnant zur See
- 1. Oktober 1937: Oberleutnant zur See
- 1. November 1939: Kapitänleutnant

Quelle:

## Auszeichnungen
Neben den folgend aufgeführten Auszeichnungen erfuhr Herbert Kuppisch zweimalige Nennung (Juni 1940 und Mai 1941) im Wehrmachtbericht.
- 4. Oktober 1937: Dienstauszeichnung IV. Klasse
- 5. Dezember 1939: Eisernes Kreuz II. Klasse
- 20. Dezember 1939: Medaille zur Erinnerung an den 1. Oktober 1938
- 4. Mai 1940: Eisernes Kreuz I. Klasse
- 4. Mai 1940: U-Boot-Kriegsabzeichen (1939)
- 14. Mai 1941: Ritterkreuz des Eisernen Kreuzes

Quelle: